# Těžký tankový kulomet typu 97
Těžký tankový kulomet typu 97 byl tankový kulomet Japonské císařské armády během druhé světové války. Někdy byl též používán jako pěchotní zbraň. Šlo o japonskou kopii československého lehkého kulometu ZB26 uzpůsobenou pro použití munice 7,7 × 58 mm Arisaka. Pažbu kulometu bylo možné otočit o 180° dopředu aby zabírala méně místa v tanku, to si zároveň vyžádalo přesunutí vratné pružiny z pažby, oproti ZB 26 je vratná pružina navinutá okolo pístu.